# Шведска Естонија
Шведска Естонија (швед. Svenska Estland; ест. Rootsi aeg) назив је за северни, северозападни и западни део Естоније који се од 1558. до 1721. године налазио под управом Шведског царства. Од 1645. целокупна територија данашње Естоније долази под шведску власт, а јужни и централни делови земље били су део Шведске Ливоније.
Иако су Швеђани били присутни на источним Балтичким обалама од раног средњег века, до интензивнијег продора шведског утицаја на том подручју долази у другој половини 16. века са слабљењем утицаја Тевтонске монашке државе, након што је балтичко-немачко племство из Харјуме и Вируме у јуну 1561. званично затражила заштиту тадашњег шведског краља Ерика XIV (чиме је Шведска ушла у Ливонски рат против Русије). Шведска је до 1583. контролисала целу северну Естонију, укључујући и острво Хијуму
Стварна моћ Шведске над Естонијом почиње да опада у време Великог северног рата са Руском Империјом (1700−1721), а руска превласт над целим источним Балтиком озваничена је поптисивањем Ништадског мира 30. августа 1721. године.
Шведска освајања Естоније су поред политичких и војних бенефита умногоме била узрокована и економским разлозима. Заузимањем целих источних обала Балтичког мора Шведска је преузела примат у поморској трговини са Русијом, а спречене су и све потенцијалне територијалне аспирације Русије и Данске према Финској која је била у домену шведског интереса.
Иако су Швеђани у Естонији задржали дотадашњи феудални систем кметства, извршене су и значајне реформе које су сељацима омогућавале наследна права на земљиште које су обрађивали. Био је то први пут у историји да је естонским сељацима правно омогућено наслеђивање земље. Због свега тога у естонском предању период шведске владавине се назива „Старим добрим шведским добом” (ест. vana hea Rootsi aeg). По налогу шведског краља Густафа II Адолфа у Ревалу и Дорпату су отворене прве гимназије, а 1632. основан је и Универзитет у Тартуу. У оба града истовремено су почеле са радом и штампарије. Током 1680-их отварају се и бројне основне школе широм земље, понајвише захваљујући залагању Бенгта Форселијуса који је извршио и ортографску реформу естонског језика. У периоду од 60 до 70 година од успостављања шведске власти број становника Естоније је нагло растао, а популациони бум нагло је зауставила Велика глад која је за свега две године (1695–1697) „узела” око 70.000–75.000 живота (или око 20% од укупне тадашње популације).